# Große Marktstraße

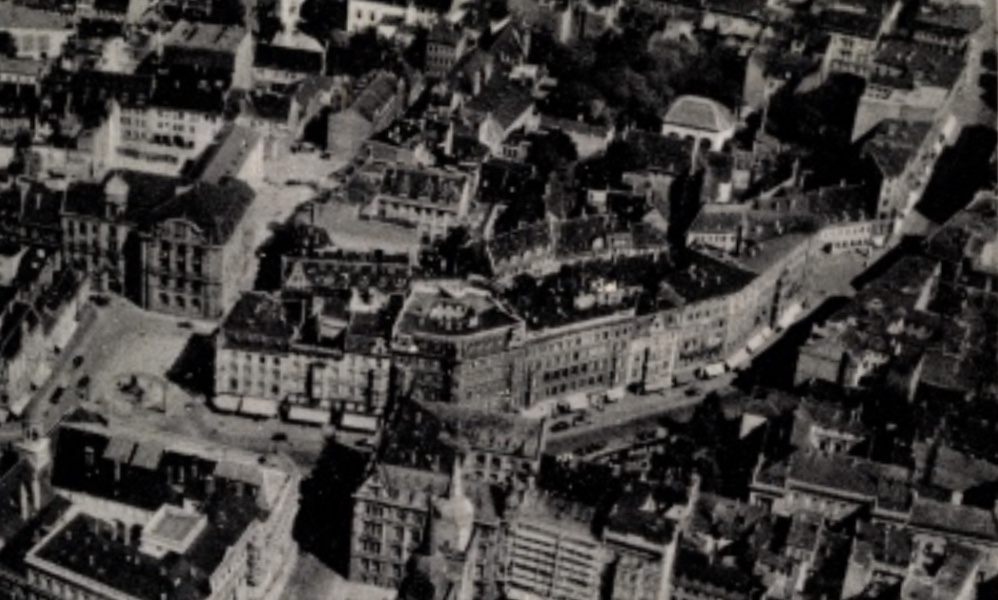
Bereich der Großen Marktstraße vor der Zerstörung, Luftaufnahme von Süden, Große Marktstraße von links nach rechts im mittigen Häuserblock

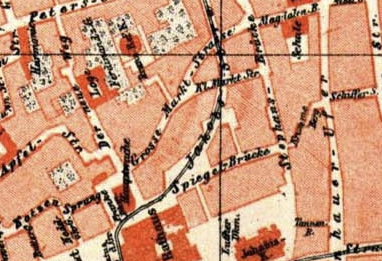
Große Marktstraße auf einem Stadtplan kurz nach 1886

Die Große Marktstraße war eine Straße in Magdeburg im heutigen Sachsen-Anhalt. Nach Zerstörungen im Zweiten Weltkrieg wurde die Straße aufgegeben.

## Lage und Verlauf
Die Straße befand sich im östlichen Teil der Magdeburger Altstadt, nördlich des Rathauses Magdeburg. Sie begann am nordöstlichen Ende des Platzes Bei der Hauptwache und verlief von dort in nordöstlicher Richtung bis zur Stephansbrücke. Etwa nach der Hälfte des Verlaufs ging nach Norden die kleine Straße Gang zur Französischen Kirche ab. Etwas später zweigte nach Osten die Kleine Marktstraße ab. Die Länge der Straße betrug etwa 300 Meter.
Die Hausnummerierung verlief von der Nummer 1 an der südwestlichen Ecke am Platz Bei der Hauptwache auf der Südostseite der Straße entlang. Zwischen der Nummer 9 und 10 ging nach Osten die Kleine Marktstraße ab. Die Nummerierung verlief weiter bis zur Nummer 15 an der Stephansbrücke, um dann auf der Nordseite beginnend mit der Nummer 16 gegenläufig wieder zurückzulaufen. Zwischen Nummer 22 und 23 geht der Gang zur Französischen Kirche ab. Die letzte Nummer, wieder am Platz Bei der Hauptwache, war die Nummer 28.
Im westlichen Teil des Verlaufs der Großen Marktstraße befinden sich heute (Stand 2023) mehrere große Parkplätze. Im mittleren Teil besteht zum Teil eine Grünfläche, in Teilen erfolgte eine Überbauung mit den Verkehrsflächen von Julius-Bremer-Straße und Jakobstraße. Der östlichste Teil zwischen Jakobstraße und Stephansbrücke besteht als unbenannter Fußweg fort.

## Geschichte

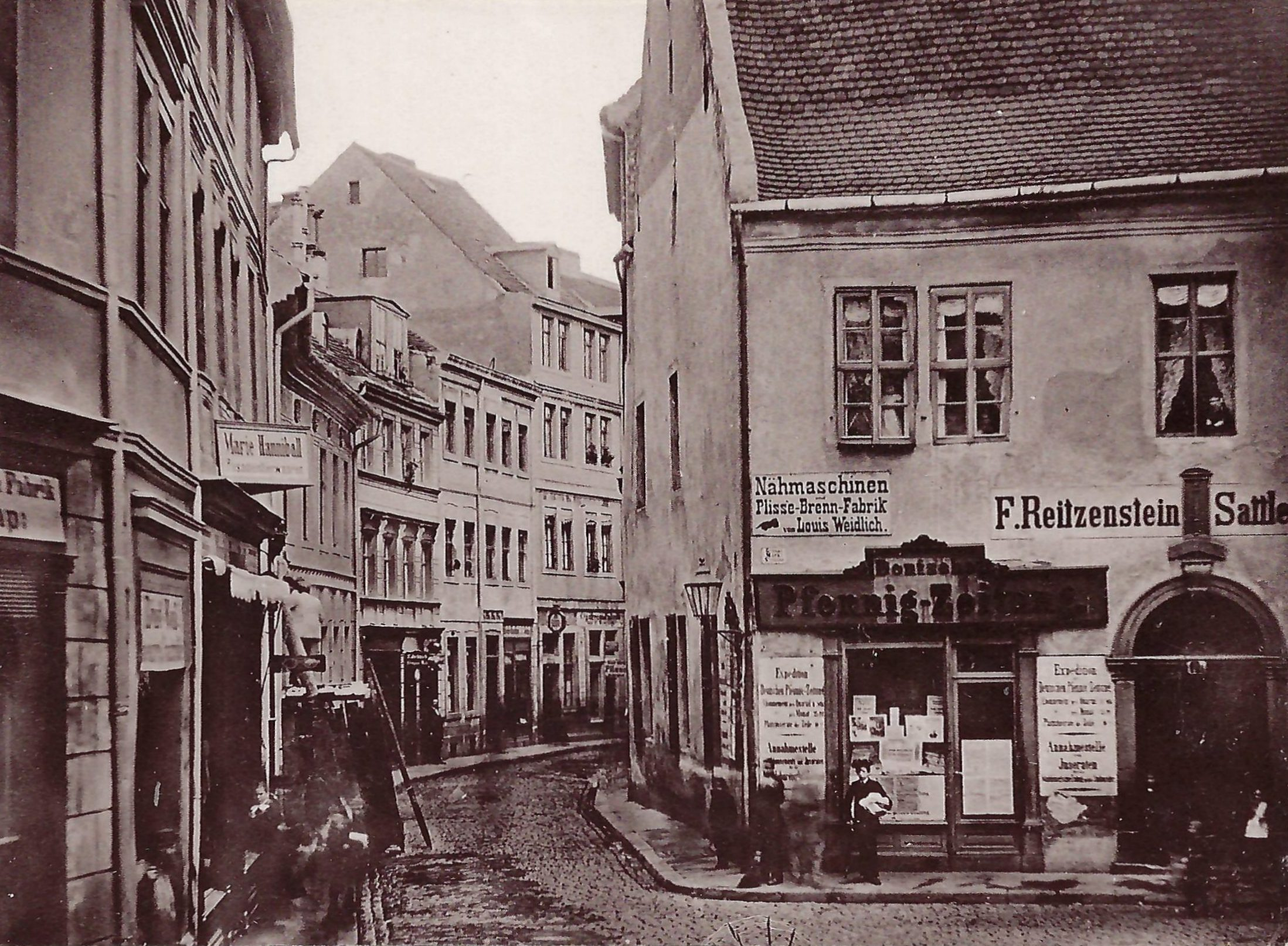
Blick durch die Große Marktstraße, rechts das Haus Zum goldenen Zepter

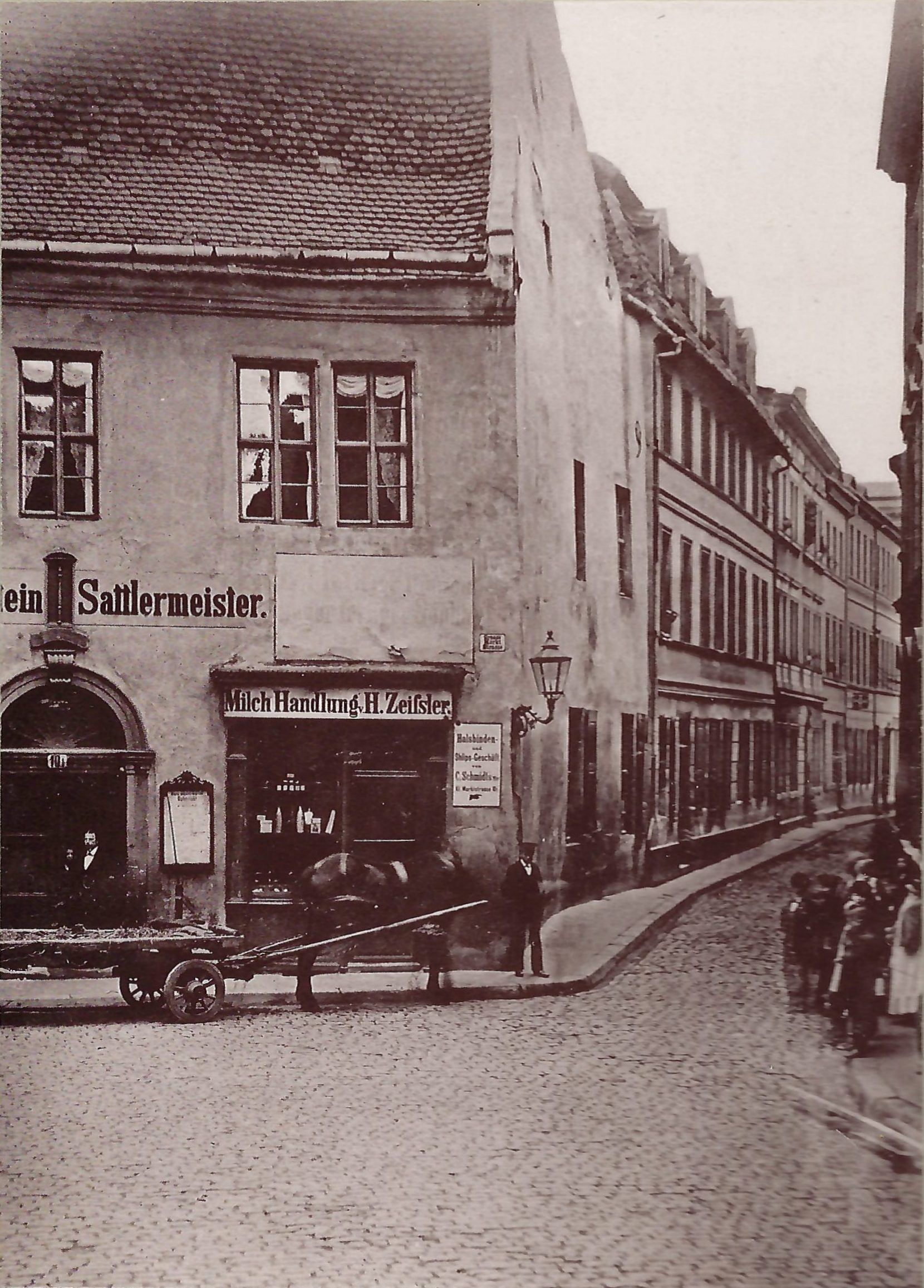
Abzweigung der Kleinen Marktstraße

Die Große Marktstraße diente als Verbindung vom Alten Markt nach Nordosten zur Stephansbrücke und damit in Richtung Elbe. Etwa in der Mitte des Straßenzuges befand sich eine platzartige Erweiterung. Von hier ging die Kleine Marktstraße nach Osten ab. Mit dem Durchbruch der Jakobstraße im Jahr 1886 verschwand der Platz. Zunächst war eine Unterscheidung zwischen Großer und Kleiner Marktstraße unüblich, es wurde der Name Marktstraße verwendet. Erstmalig wurde im Jahr 1632 zwischen Marktstraße und Kleiner Marktstraße unterschieden. 1683 war dann auch die Bezeichnung Große Marktstraße in Benutzung, wobei die Benennung uneinheitlich behandelt wurde und auch weiter der allgemeinere Begriff Marktstraße gebräuchlich war. Mit Einführung der Hausnummerierung, war dann jedoch die Unterscheidung in Großer und Kleiner Marktstraße etabliert.
Während des Zweiten Weltkriegs wurde die Magdeburger Innenstadt und dabei auch der Bereich der Großen Marktstraße schwer zerstört. In der Zeit der DDR erfolgte ein Wiederaufbau der Innenstadt, der sich in weiten Teilen nicht an die historische Stadtstruktur hielt. Die Große Marktstraße wurde dabei aufgegeben und mit Parkplätzen, einer Grünfläche bzw. durch veränderte neue Straßenzüge der Julius-Bremer-Straße und der Jakobstraße überbaut.

## Historische Häuser der Großen Marktstraße
| Hausnummer      | Name                                                                              | Bemerkungen | Bild                                         |
| --------------- | --------------------------------------------------------------------------------- | --- | -------------------------------------------- |
| 1               | Zum schwarzen Raben                                                               | Das Grundstück bildete bis zum Jahr 1718 mit dem benachbarten Haus Nummer 2 eine Einheit. 1631 und 1652 wurde Andreas Wacker als Eigentümer geführt. 1674 und 1683 folgte ihm der Brauer Christian Johann Lutteroth nach. Das Haus galt nun als Brauhaus. Das Grundstück blieb im Eigentum der Familie. 1688 wurde der Brauer Mathias Lutteroth genannt, der im Jahr 1704 seinen Bruder abfand. Bereits 1706 wurden dann jedoch bereits seine Erben geführt. Die Erben verkauften das Anwesen 1716 für 2830 Taler an den Maurermeister Johann Hertel (französisch Jean Jcartel), der mit einer geborenen Lutteroth verheiratet war. Durch ihn wird der unbebaute Teil des Grundstücks abgetrennt und 1719 verkauft. Hertel blieb bis 1747 Eigentümer. Ende der 1930er Jahre befand sich im Gebäude das Möbelhaus Bauch, Mook & Co. |                                              |
| 2               | Zum schwarzen Raben, später Ostfriesland                                          | Bis 1718 gehörte das Grundstück zum Haus Nummer 1. 1652 war das Areal, wohl nach der Zerstörung Magdeburgs im Jahr 1631, noch wüst. 1719 erwarb der Strumpfmacher Jacques Malleine das unbebaute Grundstück und errichtete ein Gebäude. Er blieb bis 1760 Eigentümer. |                                              |
| 3               | Zum Zitronenbaum                                                                  | Im Jahr 1631 gehörte das Anwesen vermutlich Kaspar Brosche. Für 1651 wird ein Haus genannt, welches dem Böttcher Peter Kramer gehörte, der auch 1653 als Eigentümer des Grundstücks genannt wird. Ihm folgte der Böttcher Moritz Kramer nach, der 1683 Eigentümer war. Das Haus war zwischenzeitlich baufällig, Kramer trat es 1693 an den Böttcher Thomas Pfau ab. Pfau riss das Haus ab und baute neu. Er ist letztmals 1715 urkundlich erwähnt. Von 1716 bis 1744 gehörte das Grundstück dem Schuster Christian David Rothard. Ihm folgte von 1744 bis 1764 Jakob Christoph Coqui nach. |                                              |
| 4               |                                                                                   | 1631 gehörte das Grundstück Hans Richard. 1651 wurde Richard Nolte als Eigentümer geführt, dem seine Ehefrau nachfolgte, die 1654 und 1680 als Eigentümerin belegt ist. Für das Jahr 1683 werden Dietrich Noltes juniors Erben als Eigentümer genannt. Eine der Erbinnen war die Frau des Handelsmanns Sebastian Schellers, eine geborene Haselich, das zu diesem Zeitpunkt wüste Grundstück gemeinsam mit der ebenfalls leeren Nummer 5 für 24 Taler an den Zimmermann Michael Burkhard, der das Grundstück neu bebaut. Sein Sohn, der Zimmermeister Johann Heinrich Burchard, erbte das Anwesen im Jahr 1713 und verkaufte es für 580 Taler im Jahr 1730 an den Hofrat Isaak Mesmin. |                                              |
| 5               |                                                                                   | Im Jahr 1631 waren die Erben des Nadlers Heinrich Bergmann Eigentümer des Grundstücks. 1651 wurde Georg Dommertin als Eigentümer geführt. Vermutlich war er aber einer der Erben, denn im Jahr 1654 verkauften die Bergmannschen Erben das leere Grundstück für 40 Taler an die Ehefrau von Dietrich Noltes. Sie erwarb das Grundstück für ihre aus ihrer ersten Ehe mit dem Gewandschneider Haselich stammenden Kinder. Das Grundstück gehörte dann über längere Zeit den gleichen Personen wie die Hausnummer 4, bis in der Zeit um 1700 ein Michael Burchard das Haus an seinen Bruder, den Zimmermann Christian Burchard abtritt. Christian Burchard veräußert das Anwesen 1712 für 400 Taler an den Schuster Raimund Monmeja. Der Kauf wurde jedoch rückabgewickelt, zumindest gehörte das Grundstück noch bis 1730 Christian Burchert. |                                              |
| 6               |                                                                                   | Für das Anwesen war ein Braurecht eingetragen, so dass es als Brauhaus geführt wurde. Für 1631 und 1651 war Stephan Fricke als Eigentümer geführt. Ihm folgte der 1654 hier mit einer Braustelle und Bude genannte Kämmerer Johann Fricke nach. Das Grundstück wurde 1680 vom Bäcker und Fleischer Andreas Fischer erworben. Nach seinem baldigen Tod 1682 gehörte es seiner Witwe, die im Jahr 1692 wieder ein Brauhaus errichtete und es für 80 Taler jährlich vermietete. Sie wird noch im Jahr 1697 erwähnt. 1712 gehörte es dem Marktrichter Josias Mörder, 1716 und 1720 bereits seiner Witwe und so dann bis 1736 der Frau Regierungsrat Neumann. |                                              |
| 7               |                                                                                   | Das Anwesen wurde als Brauhaus geführt und gehörte 1631 dem Brauer Johannes Herkel. Nach seinem Tod 1665 erbten seine Enkel, die Söhne des Pastors Mathias Schröder. Sie veräußerten das Grundstück für 130 Taler an den Schiffknecht Georg Steltener (auch Stölzer). Er errichtete zunächst eine Hütte, später dann ein Haus auf dem Grundstück. 1697 veräußerten seine Erben das Gebäude an den Barbier Johann Dietrich Zandermann für 520 Taler. Schon 1700 verkaufte Zandermann das Anwesen dann an den Pfarrer Christian Weißbach weiter. 1716 veräußerte der Pfarrer es an Cand. ju. Samuel Weißbach für 1000 Taler, wobei er es bereits 1717 für 900 Taler zurückkaufte. 1718 verkaufte er es erneut, diesmal für 910 Taler den Kaufmann Christoph Werner. |                                              |
| 8               | Zur Arche Noah                                                                    | Im Jahr 1631 gehörte das Anwesen den Erben des Stadtsyndikus Bollfraß, der seit 1617 als Syndikus tätig gewesen war. Im Gebäude wohnte Ludwig Pfeil. 1644 wird als Eigentümer Dr. Brand genannt, 1651 dann seine Erben, wobei es sich um Bollfraßs Erben handeln könnte. Für 1680 wird Alemann genannt, vermutlich handelte es sich auch hier um Erben, 1683 dann wieder Bollfraß. Erwähnt wurde, dass sich zu diesem Zeitpunkt auf dem Grundstück Hütten voller Soldaten befunden hätten. Im Jahr 1692 gehörte ein hier dann befindliches neues Haus mit Garten Jean Destinon. Er veräußerte es für 1400 Taler im Jahr 1694 an Jacques Grandam senior. 1700 verkaufte Grandam es für 1805 Taler an den Prediger Burkhard Müller und den Handelsmann Jacques Grandam junior. Grandam junior erwarb 1713 auch den anderen Anteil und wird im Jahr 1720 letztmals erwähnt. 1757 entstand dann das bis zur Zerstörung im Zweiten Weltkrieg bestehende Haus zur Arche Noah, das als verlorenes Baudenkmal gilt. |                                              |
| 9 (alt)         |                                                                                   | In den Jahren 1631 und 1651 gehörte das Grundstück der Witwe Rolf Beckers. Wohl in Folge der Zerstörung Magdeburgs im Jahr 1631, lag das Grundstück lange wüst. Erst 1692 errichtete der Hafner Jeremias Chenebenoit hier wieder ein Gebäude. Es wurde nach seinem Tode 1719 für 1200 Taler an seine Witwe vererbt. Von 1722 bis 1742 gehörte es Johann Heinrich Klebe. Beim Durchbruch der Jakobstraße im 19. Jahrhundert wurde das Haus abgebrochen und zur Straßenfläche. Ein kleiner Rest des Grundstücks wurde zur Jakobstraße 46. |                                              |
| 10 a            | Zum Ölbaum                                                                        | Das Grundstück gehörte lange, zumindest bis 1696 als wüst liegendes Grundstück zum Nachbargrundstück Zum goldenen Scepter (Haus Nummer 10b). In diesem Jahr errichtete der Drechsler Johann Wichard Muchau ein neues Haus, das seine Erben 1707 an den Hutstaffierer Christoph Werner für 207 Taler verkauften. Werner wurde zuletzt 1717 erwähnt, 1719 verkaufte es dann bereits Askan Lutteroth für 400 Taler an den Advokat Johann Georg Gödäus. Schon 1720 verkaufte Gödäus es für 430 Taler an die Frau des Leutnants Mucels weiter. Noch bis zum Jahr 1765 blieb das Gebäude französisch. Beim Durchbruch der Jakobstraße im 19. Jahrhundert wurde das Grundstück Teil der Fläche der Jakobstraße. |                                              |
| 10 b            | Zum goldenen Zepter                                                               | 1631 gehörte das Grundstück des Brauhauses Mathias Niemann, später Stephan Niemann. Holzhändler Martin Nohr bebaute das Grundstück bis 1680. Beim Durchbruch der Jakobstraße im 19. Jahrhundert wurde das Grundstück Teil der Fläche der Jakobstraße. | rechte Hälfte des Hauses Zum goldenen Zepter |
| 11 alt          |                                                                                   | Vor dem Jahr 1631 gehörte das Anwesen Valentin Kothe, dann Hans Pavert, später Rolf Becker. 1631 war Rolf Beckers Witwe Eigentümerin, die auch 1651 noch so geführt wurde. Im Jahr 1678 fiel das Grundstück an die Gläubiger Augustinerkloster und Petrikirchgemeinde, die es 1680 an den Seidenkramer Martin Nohr veräußerten. Im Jahr 1683 verkaufte Nohr das Grundstück an den Branntweinschenk Hans Kraut (auch Krut). Kraut baute ein Haus und verkaufte es 1696 an Bernd Dasse. Nach Dasses Tod im Jahr 1707 überließen seine Erben 1708 das Anwesen dem Zucht- und Waisenhaus. Später gehörte es bis 1728 Gottfried Behle. Nach dem Durchbruch der Jakobstraße im 19. Jahrhundert gehört das Grundstück zur Fläche der Jakobstraße. |                                              |
| 12 alt          |                                                                                   | Vor dem Jahr 1631 gehörte das Grundstück einem Kürschner. 1681 war das Grundstück, wohl in Folge der Zerstörung Magdeburgs 1631 wüst und voller Schutt. In diesem Jahr wurde es für 24 Taler an den Schneider Christoph Pistorius verkauft. 1688 wurde das Grundstück für lediglich 12 Taler an den Nachbarn des Grundstücks Nummer 11 alt, Kraut, veräußert. Seine Erben verkauften das Grundstück 1702 für 400 Taler an den Ziegeleipächter Hans Potin (auch Bodin). Von seiner Witwe erwarb es 1712 für 475 Taler der Zimmermeister Christian Burchard, der bis 1730 Eigentümer blieb. Im Zuge des Durchbruchs der Jakobstraße im 19. Jahrhundert wurde das Grundstück mit in Anspruch genommen. Ein Teilstück wurde zur Jakobstraße 4. |                                              |
| 9 neu, 13 alt   |                                                                                   | 1631 und auch 1651 wurde Andreas Pegau als Eigentümer geführt. Im Jahr 1683 galt der Eigentümer als unbekannt, noch 1696 war das Grundstück, wohl in Folge der Zerstörung Magdeburgs 1631, unbebaut. Eigentümer war Bernd Sasse, 1702 dann Hans Behrend. Auf ihn folgte das Augustinerkloster. 1708 verkaufte das Kloster das Haus für 250 Taler an den Fleischer Andreas Martens. 1716 musste das Augustinerkloster die Immobilie zurück nehmen und verkaufte es dann 1723 erneut, diesmal an die Witwe von Friedrich Schirmer. |                                              |
| 10 neu, 14 alt  | Zum Vogelgesang                                                                   | In den Jahren 1631 und 1651 gehörte das Grundstück Pankraz Hase (auch Pomeranz Hose). Das Grundstück fiel dann an die Kämmerei, die die Fläche für 12 Taler an den Maurergesellen Samuel Rentz veräußert. Rentz bebaute das Grundstück und wurde letztmals 1718 genannt. |                                              |
| 11a neu, 15 alt |                                                                                   | In den Jahren 1631 und 1651 wurde als Eigentümer Johann Dietz geführt. Von ihm erbte sein Schwager der Hutmacher Andreas Hause, der die Fläche 1664 für 24 Taler an den Zimmergesellen Johann Albrecht verkaufte. 1697 gehörte das neue Haus Joachim Meise (auch Meißen). 1711 wurde die Immobilie für 285 Taler an den Schlosser Georg Heidler veräußert, dem es bis 1727 gehörte. |                                              |
| 11b neu         |                                                                                   | Bis zum Jahr 1711 bildete das Grundstück mit dem Haus Nummer 11a eine Einheit. Während die 11a von Meise verkauft wurde, blieb er bis 1735 Eigentümer der 11b. Ende des 18. Jahrhunderts gelangte das Grundstück an das Nachbargrundstück Stephansbrücke 29. |                                              |
| 12 neu, 16 alt  |                                                                                   | 1631 und 1651 wurde das wohl in Folge der Zerstörung Magdeburgs im Jahr 1631 wüste Grundstück eines Brauhauses als Eigentum von Johannes Herkel geführt. Der Handelsmann Nikolaus Penzholt verkaufte das Anwesen an den Brauer Hans Richard. In den Jahren 1687 und dann bis 1713 gehörte es dem Musikanten Daniel Steinert. Von 1713 bis 1743 gehörte es Bodwins Witwe. |                                              |
| 13 neu, 17 alt  |                                                                                   | In den Jahren 1631 und 1651 war Stephan Vogeler Eigentümer des mit einem Braurecht versehenen Grundstückes. Erbin war die Frau des Fleischers Christoph Jakob, geborene Müller. 1662 verkaufte der Fleischer die Stätte für 300 Taler an den Schuster Julius Finke. Finke baute 1664. 1673 wurde das Gebäude zuletzt als Brauhaus geführt. Nach Finkes Tod im Jahr 1680 heiratete seine Witwe 1682 den Sattler Tobias Eilers (auch Elers). Später gehörte es Georg Schmidt. Von 1699 bis 1723 war der Tischler Georg Peter Schmidt Eigentümer des Anwesens. |                                              |
| 18 alt          |                                                                                   | 1631 und 1651 wurde Sebastian Beyer als Eigentümer geführt. In den Jahren 1679 und 1699 war der Leineweber Georg Rüdiger Eigentümer des Hauses. Von 1712 bis 1723 gehörte es dem Braumeister Ludwig Behne. Im Zuge des Durchbruchs der Jakobstraße im 19. Jahrhundert wurde das Grundstück in Anspruch genommen. Ein Reststück der Fläche kam zur Jakobstraße 5. |                                              |
| 19 alt          |                                                                                   | Die Witwe von Paul Rodes wurde in den Jahren 1631 und 1651 als Eigentümerin geführt. 1679 war der Fleischer Johann Nitsche Eigentümer des Hauses, 1683 dann seine Witwe. Sie verkaufte es für 150 Taler im Jahr 1690 an den Fleischer Martin Nitsche, der es bereits 1691 an den Feldwebel und späteren Leutnant Johann Friedrich Schinke (auch Schenke) veräußerte. Schon 1694 ging es für 350 Taler an Hans Nitsche, der jedoch bereits bis 1695 starb. Seine Witwe heiratete den Fleischer Johann Valentin Ludwig, der das Haus 1720 für 450 Taler an den Seifensieder Isaak Autein (auch Autem oder Otem). Beim Durchbruch der Jakobstraße im 19. Jahrhundert wurde das Grundstück in Anspruch genommen und Teil der Verkehrsfläche der Jakobstraße. |                                              |
| 14 neu, 20 alt  |                                                                                   | In den Jahren 1631 und 1651 war Joachim Arnd Eigentümer. 1683 gehörte das zu diesem Zeitpunkt als Garten genutzte Anwesen Adam Pohlmann, im Jahr 1690 dann seiner Witwe. Ihre Erben verkauften das neu gebaute Haus 1695 an die Witwe des Bürgermeisters Friedrich Andreas Eggeling sowie ihren Schwiegersohn, den Diakon Johann Joachim Wolff. Die Witwe Eggelings blieb bis 1746 Eigentümerin. |                                              |
| 15              |                                                                                   | Das Grundstück lag, wohl nach der Zerstörung Magdeburgs im Jahr 1631 lange Zeit wüst. In den Jahren 1631 und 1651 gehörte es Jakob Wacker. 1688 und 1695 war der Advokat Christian Kaspar Maschau als Eigentümer eingetragen. Ihm folgte Friedrich von Maskou nach, der das neu errichtete Haus 1712 für 875 Taler an Jeremias Mariot veräußerte. |                                              |
| 16              |                                                                                   | In der Zeit vor 1631 gehörte das als Brauhaus geführte Anwesen Moritz Storm. 1631 und 1651 war Dr. Joachim Stottmeister (fälschlich auch Rottmeister) als Eigentümer eingetragen. Das wohl im Zuge der Zerstörung Magdeburgs im Jahr 1631 zerstörte Haus wurde 1652 vom Hauptmann Henning (auch Hans) Koch wieder aufgebaut. Zuletzt wurde Koch, inzwischen Oberstleutnant, im Jahr 1683 erwähnt. In den Jahren 1688 und 1695 gehörte es Maschau. Friedrich von Maskou übernahm dann das Gebäude und blieb bis 1731 Eigentümer. 1936 erwarb Julius Sander das Haus. 1938 zog er selbst in das Haus und richtete hier einen An- und Verkauf von Gebrauchtwaren ein. Ursprünglich war er Auktionator, durfte jedoch in der Zeit der nationalsozialistischen Gewaltherrschaft seinen Beruf nicht mehr ausüben, da seine Frau Erika jüdischer Abstammung war. Sie wurde 1942 zunächst in das KZ Ravensbrück und dann in das KZ Auschwitz verschleppt, wo sie noch im gleichen Jahr ermordet wurde. Mit ihnen zog auch Erikas Mutter Frieda Pels her. Sie wurde 1942 in das Ghetto Theresienstadt verschleppt, wo sie 1943 ermordet wurde. 2018 wurden zwei Stolpersteine verlegt, die an ihr Schicksal erinnern. Schon seit 1924 lebte das jüdische Ehepaar Felix und Fanny Kreisel im Haus und betrieb hier auch ein Textilgeschäft. Beide wurden 1938 nach Polen abgeschoben. Über ihr weiteres Schicksal ist nichts bekannt. 2009 wurden für sie zwei Stolpersteine verlegt. Beim Luftangriff auf Magdeburg am 16. Januar 1945 wurde das Haus zerstört. Eigentümer Julius Sander zog mit seinen Kindern bis Kriegsende in eine Gartenlaube, ging dann nach Hannover und schließlich in die USA. |                                              |
| 17              |                                                                                   | Im Jahr 1631 gehörte das Anwesen vermutlich Bartel Wanzleben. 1651 gehörte das mit einem Haus bebaute Grundstück dem Fleischer Andreas Arnd, der auch 1660 geführt wurde und wohl bis 1662 Eigentümer blieb. Zumindest 1671 gehörte es dann jedoch dem Fleischer und Weißgerber Heinrich Arnd, 1683 schließlich dann seinen Erben. Für 300 Taler wurde das Gebäude im Jahr 1703 von den Erben des Pastetenbäckers Sigismund Christian Schrader an den Schlosser Johann Hermann Müller verkauft. 1714 errichtete der Maurermeister Mathias Ernst Kolbe ein neues Haus. Er blieb bis 1729 Eigentümer. |                                              |
| 18              | Olim                                                                              | Das Gebäude gehörte wohl zunächst Jakob Soldmann. 1631 wurde als Eigentümer Johann Ketzke (auch Ketze) geführt, 1651 Daniel Baserin. Im Jahr 1671 wurde das Grundstück von Hans Erkener, der mit Elisabet Soldmann verheiratet war, für 45 Taler verkauft. Käufer der Stätte war der Kammerschreiber Anton Pöck. In der Zeit bis 1683 wurde das Grundstück bebaut und gehörte bis 1716 als Nebenhaus zum benachbarten Brauhaus Zum goldenen Helm (Hausnummer 19). Im Jahr 1736 veräußerte es der Aktuar Stephan Pöck für 420 Taler an Johann Kunkel. |                                              |
| 19              | Zum goldenen Helm                                                                 | 1631 gehörte das als Brauhaus geführte Grundstück Mathias Schof. Nach der Zerstörung der Stadt Magdeburg am 10. Mai 1631 floh er mit seiner Ehefrau und sechs Kindern und zwei Enkeln nach Halberstadt. Später reiste er nach Lübeck und bat den Lübecker Rat um Unterstützung. 1645 gehörte das Haus seiner Witwe, die bis zu ihrem Tod 1659 Eigentümerin blieb. In diesem Jahr erwarb es der Handelsmann Arnd Köpke für 230 Taler. Er blieb aber nur kurz Eigentümer, denn er verkaufte es schon 1660 für 270 Taler an den Kammerschreiber Pöck. Pöck errichtete in der Zeit bis 1662 ein Haus. Pöck wurde zuletzt 1671 erwähnt. 1683 und 1703 gehörte das Anwesen seiner Witwe. 1711 waren der Aktuar Stephan Pöck sowie seine beiden Schwestern als Pöcksche Erben Eigentümer. Sie veräußern das Brauhaus für 3000 Taler an den Konsistorialrat Pastor Johann Ludwig Stubenrauch, der bis 1744 Eigentümer bleibt. Zum Grundstück gehörte zeitweise auch das benachbarte Haus Olim (Hausnummer 18), sowie zwei Buden am Gang zur französischen Kirche (Hausnummern 2 und 3). |                                              |
| 20 und 21       | Zu den vier Raden später Zu den vier Rädern                                       | In den Jahren 1631 und 1658 war als Eigentümer Kurt Richard eingetragen, später Hans Hase. Die Erben Hases verkauften die Fläche für 385 Taler im Jahr 1660 an den Brauer Adam Gremer. Er verkaufte es bereits 1661 für ebenfalls 385 Taler an den Seifensieder Joachim Martins, der das Grundstück bebaute. Martins wurde zuletzt 1681 genannt. Seine Witwe wurde 1683 und 1688 als Eigentümerin geführt. Die Erben Martins veräußerten das Haus für 2000 Taler im Jahr 1694 an den Fleischer Andreas Schreyer, der es seinerseits 1697 an Dr. jur. Balthasar Schmidt verkaufte. Schmidts Erben verkauften es 1715 an den Möllenvogt Dr. Johann Heinrich Dürrfeld, der es noch im gleichen Jahr zum gleichen Preis an die Frau des Buchbinders Gottfried Behle weitergab, die bis 1734 Eigentümerin blieb. |                                              |
| 22              | Zu steinernen Leuchte, auch Zur steinernen Laterne, Zur roten oder weißen Leuchte | In der Zeit vor 1631 gehörte das Brauhaus Melchior Heine, 1631 dann der Witwe von Joachim Laubach. Ihre Erbin, die Ehefrau Jakob Groskopfs, trat das Erbe wegen Schulden nicht an. 1658 wurde die Fläche vom Schneider Mathias Schlüter für 200 Taler erworben. Schlüter wurde zuletzt 1683 genannt, 1688 gehörte das Grundstück dann bereits seinen Erben. 1696 verkaufte der Handelsmann Mathias Schlüter das Gebäude für 2200 Taler an den Pfarrer Johann Röder. Seine Erben verkauften es 1714 für 2380 Taler an den Gürtler Georg Heinrich Schaumberger, der bis 1742 Eigentümer blieb. | Hauszeichen Zur steinernen Leuchte           |
| 23              | Zum Pfau, später Zum goldenen Kalb                                                | Vor 1631 gehörte das Anwesen Magnus Bornfeld, im Jahr 1631 dann bereits seinem Schwiegersohn Christian Nickel. Ihm folgte seine Mutter Katherine Nickel mit einem Anteil von zwei Dritteln und die Erben Rudolf Beckers mit einem Drittel nach. Der Kaufmann Stephan Pape erwarb 1645 den größeren Anteil für 400 Taler und 1651 das verbleibende Drittel schließlich für 127 Taler. Nach einer Abschätzung im Jahr 1648 war das Anwesen zu diesem Zeitpunkt bis zu einer Höhe von einem Stockwerk mit Trümmern und viel Schutt bedeckt. Dies dürfte eine Folge der Zerstörung der Stadt im Jahr 1631 gewesen sein. In der Zeit bis 1658 bebaute Pape das Grundstück dann neu. Zuletzt wurde er 1669 erwähnt. Später, 1678 und 1688 ist der Brauer Heinrich Bolte Eigentümer, 1702 seine Witwe. Als Eigentümerin folgte die Witwe Johann Ludwig Pfeils nach. Von 1714 bis 1752 gehörte es der Witwe des Advokaten Friedrich Johann Büchlings. |                                              |